# 2878 Panacea
2878 Panacea este un asteroid din centura principală, descoperit pe 7 septembrie 1980 de Edward Bowell.